# Papyrus d'Ipou-Our
Ne doit pas être confondu avec Papyrus alchimiques de Leyde et de Stockholm.
Le papyrus d'Ipou-Our est un papyrus unique contenant un ancien poème égyptien, appelé Les Admonestations d'Ipou-Our, ou Le Dialogue d'Ipou-Our et du Seigneur de toutes choses. 
Sa dénomination officielle est Papyrus Leiden I 344 recto. Il fut découvert en relativement mauvais état à Memphis, au début du XIXe siècle. Il est conservé au Musée des antiquités national néerlandais à Leyde, aux Pays-Bas, après avoir été acheté à Giovanni Anastasi, le consul de Suède en Égypte, en 1828. Ce n'est que quatre-vingts ans plus tard, en 1909, que Sir Alan Gardiner, traduit le texte entier rédigé en écriture cursive.

## Présentation

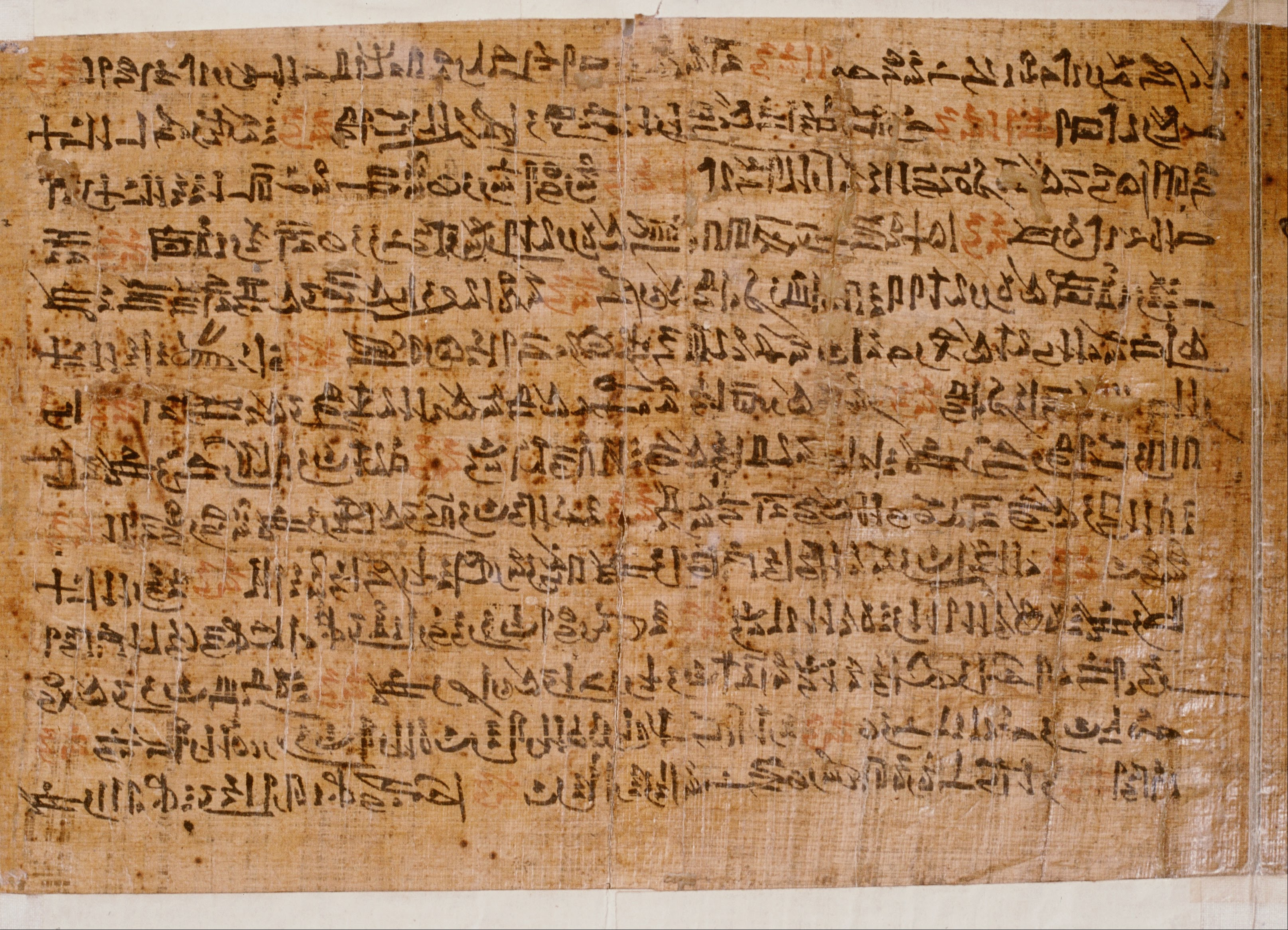
Papyrus d'Ipou-Our.

Le seul manuscrit survivant date de la fin du XIIIe siècle avant notre ère, c'est-à-dire au plus tôt de la fin de la XIXe dynastie, donc pendant le Nouvel Empire. Le Dr Halpern, égyptologue, pense que le papyrus est une copie d'un papyrus plus ancien datant du début du Moyen Empire. La datation de la composition du poème initial fait débat, mais plusieurs spécialistes ont suggéré une date comprise entre la fin de la VIe dynastie et la Deuxième Période intermédiaire (vers -1850 à -1600). Le thème de cette œuvre a été considéré précédemment comme soit une lamentation inspirée par le chaos supposé de la Première Période intermédiaire, soit comme une fiction historique dépeignant la chute de l'Ancien Empire des siècles auparavant, ou encore, une combinaison d'éléments des deux.
Le papyrus d'Ipou-Our décrit une Égypte affligée par des désastres naturels et dans un état de chaos, un monde sens dessus dessous, où les pauvres sont devenus riches, et les riches, pauvres ; un monde où la guerre, la famine et la mort sont partout. Un des signes de cet effondrement de l'ordre établi est une lamentation qui déplore le fait que les serviteurs abandonnent leur maître et se rebellent. À cause de cela, et d'expressions telles que « le Fleuve est un fleuve de sang » certains y ont vu un compte-rendu égyptien des dix plaies d'Égypte et de l'Exode, dans l'Ancien Testament. De ce fait, le poème est souvent cité par différentes organisations religieuses comme preuve de la véracité du témoignage de la Bible,.